# Cei care pleacă din Omelas
„Cei care pleacă din Omelas” (în engleză „The Ones Who Walk Away from Omelas”) este o povestire de Ursula K. Le Guin publicată prima dată în 1973 în New Dimensions #3 (editura Doubleday). Naratorul prezintă un festival de vară în orașul utopic Omelas, a cărui prosperitate depinde de suferința perpetuă a unui singur copil.

## Prezentare
În prefață, Le Guin definește lucrarea ca pe un psiho-mit a cărei idee centrală este tema „țapului ispășitor”: care este prețul pe care oamenii sunt dispuși să-l plătească pentru propria lor existență prosperă și fericită.
Narațiunea ca atare lipsește. Textul este o parabolă, o descriere a vieții fericite a unui oraș numit Omelas. Starea de bine a acestui oraș s-a dovedit a fi legată într-un mod misterios de viața unui anumit copil, care își duce existența singur într-un subsol întunecat. Nu este dată nicio altă explicație în acest sens. Niciun locuitor al orașului nu îndrăznește să intervină în viața acestui copil pentru a-l ajuta sau chiar să se apropie de el cu un singur cuvânt afectuos de consolare - în caz contrar fericirea întregului oraș se va sfârși. Mai mult, toți locuitorii știu despre acest copil. Cei mai mulți continuă să se bucure de viață, deși amintirile despre nefericitul copil le otrăvesc ființa. Mulți caută motive ca să se împace cu această ordine a lucrurilor. Dar sunt și cei care găsesc puterea să respingă aceste motive - aceștia sunt cei care pleacă din Omelas.
Povestirea se termină astfel: „Locul înspre care merg e și mai greu de imaginat, pentru cei mai mulți dintre noi, decât orașul fericirii. Eu, cel puțin, nu-l pot descrie câtuși de puțin. Se poate chiar să nici nu existe. Dar ei, cei care pleacă din Omelas, se pare că știu încotro merg.”

## Inspirație și teme
Le Guin a declarat că numele orașului se pronunță "OH-meh-lahss". Le Guin a avut ideea numelui orașului când a văzut un indicator rutier cu Salem, Oregon, într-o oglindă a mașinii. „[… Oamenii mă întreabă]„ De unde îți vin ideile, doamnă Le Guin?” De la uitatul Dostoievski și de la citirea indicatoarelor rutiere în sens invers, firește! De unde altundeva?"
"Ideea centrală a acestui psiho-mit, a țapului ispășitor", scrie Le Guin, "apare în [romanul] Frații Karamazov al lui Dostoievski și mai multe persoane m-au întrebat, destul de suspicioase, de ce i-am acordat creditul lui William James. Ideea este că nu am fost în stare să-l citesc pe Dostoievski, la fel de mult cum îl iubeam, asta de când aveam douăzeci și cinci de ani, și pur și simplu am uitat că el a folosit ideea [primul]. Dar când am întâlnit-o în lucrarea lui James „am avut un șoc al recunoașterii”.
Citatul din William James este:
Utopiile lui Fourier și Bellamy și Morris ar trebui să fie toate depășite, iar milioanele de oameni ar trebui să fie permanent fericiți cu singură condiție: ca un anumit suflet pierdut în îndepărtare ar trebui să ducă o viață singuratică de tortură, ceea ce, cu excepția unei emoții sceptice și independente care am simți-o imediat, chiar dacă a apărut în noi un impuls pentru a ne înfunda în fericirea astfel oferită, [ne face să ne întrebăm] cât de hidoasă ar fi plăcerea ei atunci când este acceptată în mod deliberat ca rod al unei astfel de negocieri?

## Primire
În 1973 a fost nominalizată la  Premiul Locus pentru cea mai bună povestire și în 1974 a primit Premiul Hugo pentru cea mai bună povestire.

## Traducere
În limba română a fost tradusă de Cătălin Teniță și publicată în Jurnalul SF, numărul 132 (din 22-29 august 1995) , precum și de  Emanuel Huțanu și publicată în Sci-Fi Magazin, numărul 4 (din ianuarie 2008).

## Legături externe
- Cei care pleacă din Omelas / Revista Nautilus s-a relansat online pe revistanautilus.ro, Ziarul Metropolis